# Tone-i-tone
Toni-i-tone er en type af farveharmoni, dvs. farver i samme nuance f.eks. inden for rød eller inden for samme del af farveskalaen f.eks. blandt de "kolde farver" (grøn, blå, violet).  
Ofte vil man se farverne glide umærkeligt over i hinanden f.eks. fra hvid til kraftig lyserød med alle farver derimellem repræsenteret.